# Juan Antonio Moguel
Juan Antonio Moguel Urquiza (1745-1804) fue un sacerdote y escritor español.
Moguel fue una figura relevante de la intelectualidad vasca del siglo XIX. Realizó diversos estudios sobre el origen de la lengua vasca y su relación con otras lenguas prerrománicas y románicas. Realizó diversas obras en euskera y en castellano. Entre ellas destaca Peru Abarca que se puede considerar la primera novela escrita en euskera. Está considerado, junto con Pedro Antonio Añibarro, como el padre de la literatura en dialecto vizcaíno.

## Biografía
Nació en la población guipuzcoana de Éibar en el País Vasco, España en 1745. Fue ordenado sacerdote en 1770 y destinado como párroco de la a anteiglesia de Xemein, junto a la villa de Marquina. Fue miembro de la Real Sociedad Bascongada de Amigos del País y mantuvo abundantes relaciones con la élite intelectual de aquel tiempo (Xavier María de Munibe e Idiáquez, conde de Peñaflorida; Félix María Samaniego, Pablo Pedro Astarloa, J. M. Aguirre, Humboldt o José de Vargas Ponce). Humboldt decía que Juan Antonio Moguel es uno de los lingüistas más doctos de Vizcaya. Murió en 1804 a la edad de 58 años.
Fue tío de dos conocidos escritores en euskera: Joan Jose y la fabulista y traductora Bizenta Moguel.

## Obras

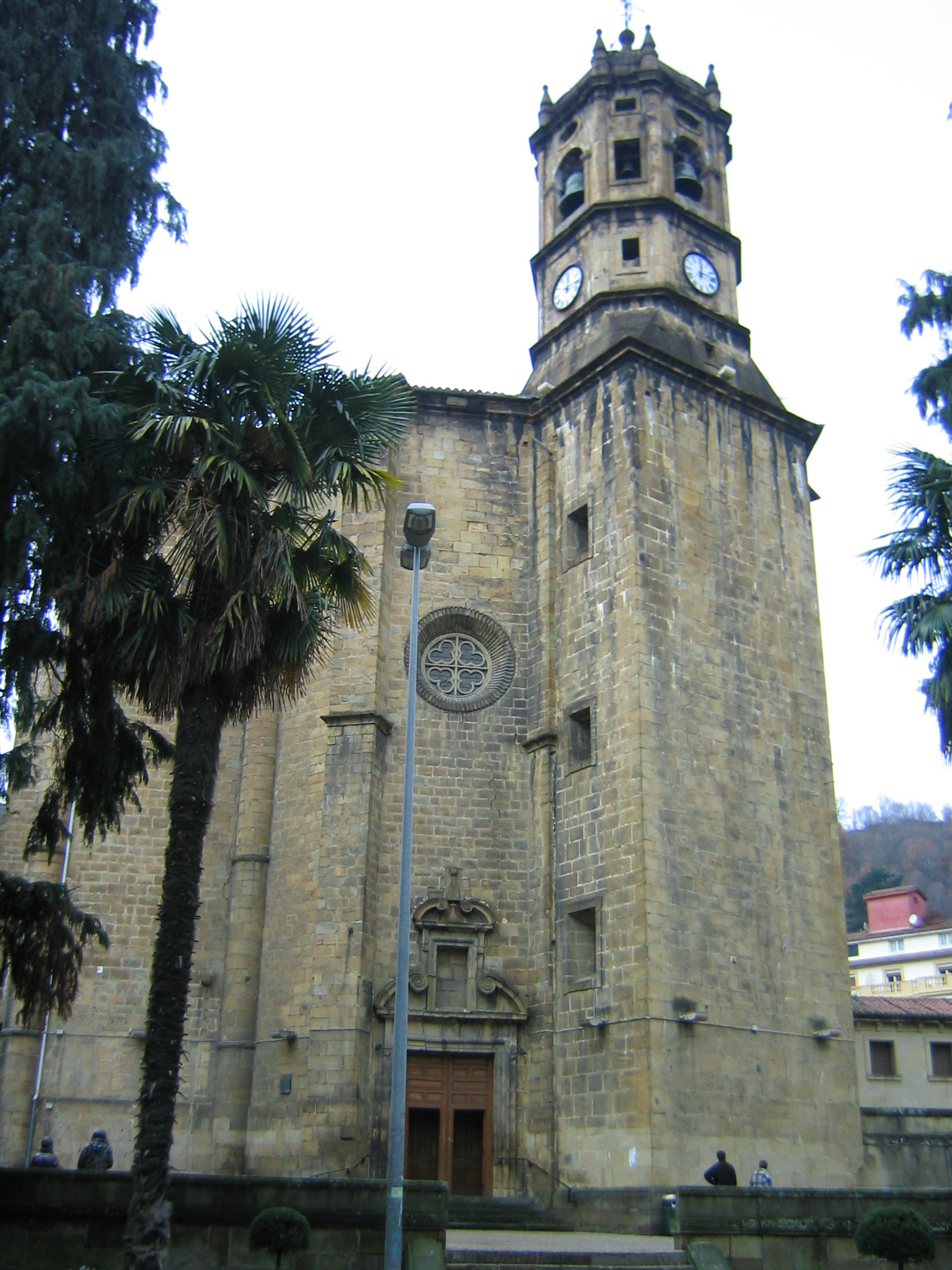
Iglesia de San Andrés en Éibar, villa natal de Moguel.

La obra de Juan Antonio Moguel fue extensa y se divide tradicionalmente por la temática de sus trabajos:

### Lingüística
- "Historia y geografía de España ilustrada por el idioma Vascuence" (1800)

- "Cartas y disertaciones de D. Juan Antonio Moguel sobre la lengua vascongada" publicadas en Alemania en 1847 y en Madrid

En estos dos estudios realizados en castellano sobre la historia y el euskera se expuso la tesis del vascoiberismo, donde se emparentaba el euskera con las lenguas ibéricas prerromanas y de otros lugares de Europa. Justificaba su discurso con el estudio de la etimología del euskera y la toponimia peninsular.
- "Nomenclatura de voces guipuzcoanas, sus correspondientes vizcaínas y castellanas, para que el puedan entender ambos dialectos": Esta obra la escribió defendiendo y aclarando el uso del euskera y las relaciones entre distintos dialectos, así como con el castellano y el latín.

- "Demostración práctica de la pureza, fecundidad y elocuencia del idioma Bascuence contra las preocupaciones de varios escritores extraños y contra algunos Bascongados, que sólo tienen noticia superficial del idioma patrio"(1802): contiene traducciones al euskera guipuzcoano de discursos de autores latinos reconocidos.

### Religión
Escribió y tradujo diferentes obras religiosas, la primera en el dialecto guipuzcoano y las otras dos en vizcaíno:
- "Konfesio eta Komunioko Sakramentuen gañean erakasteak" (1800)

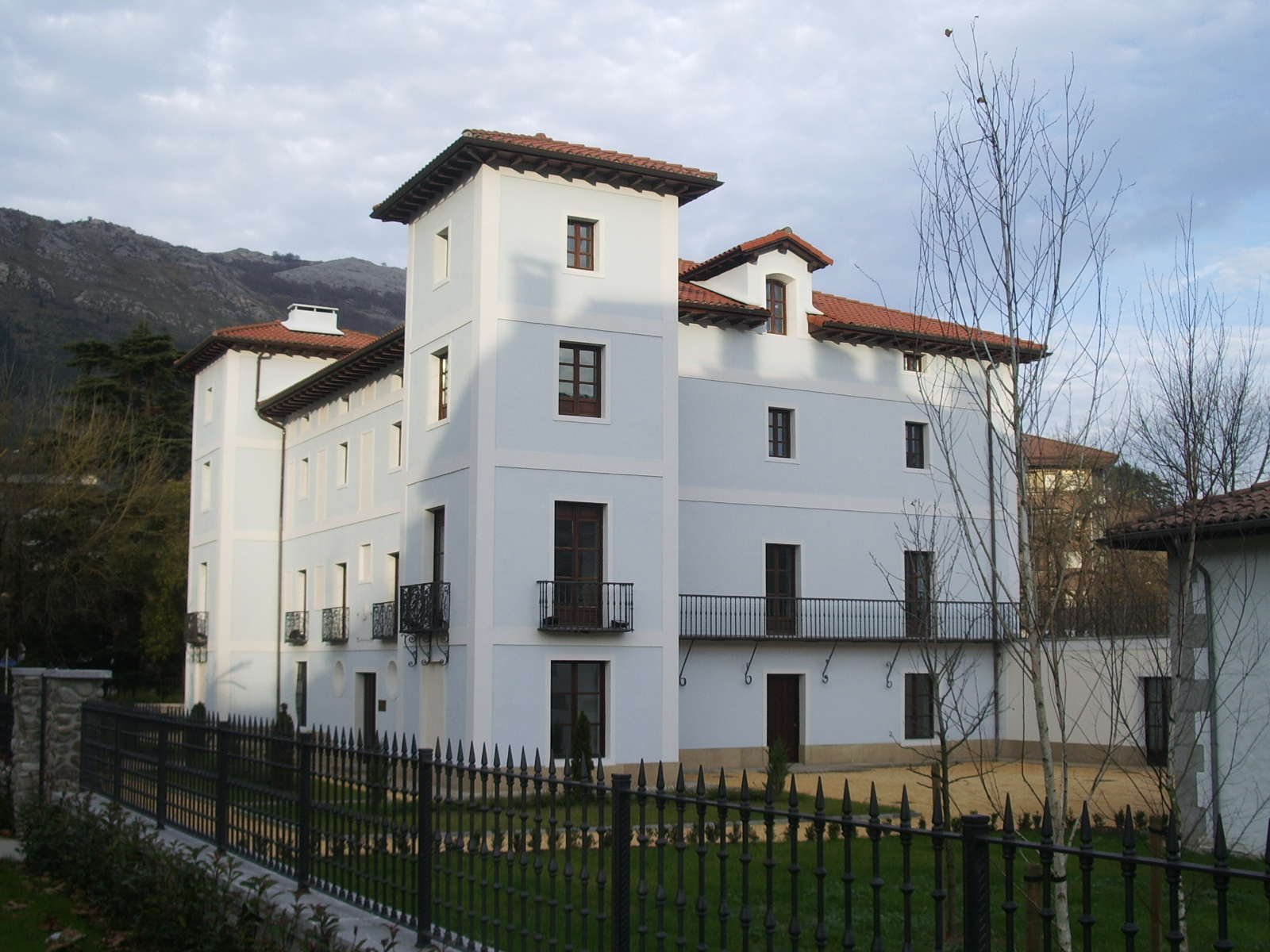
Insausti jauregia en Azcoitia, sede de la Real Sociedad Bascongada de Amigos del País.

- "Konfesio ona" (1803)
- "Kristinauaren jakinbidea" (1805)

### Filosofía
- "Pascalen gogamenak" (1899): Escrito en dialecto vizcaíno, Resurrección María de Azkue publicó este trabajo de traducción en la revista Euskaltzale. Se recogen las reflexiones filosóficas de Pascal, escritor francés del siglo XVII.

### Literatura
- "Alegiak" (1980, 1995): La mayoría de escritos que se recogen bajo este nombre son traducciones y adaptaciones de las fábulas de Esopo y Fedro.
- "El doctor Peru Abarca, catedrático de la lengua bascongada en la Universidad de Basarte o Diálogos entre un rústico solitario bascongado y un barbero callejero llamado Maisu Juan" (1802): más conocida como Peru Abarca, está considerada la primera novela en euskera. Es la obra más conocida de este autor, su obra capital. Fue impresa ochenta años después de ser escrita y fue publicada en castellano en 1899. Mediante los diálogos entre un campesino sabio y virtuoso y un barbero ignorante, Mogel ofrece un estimable tratado de etnografía, dando a conocer los nombres de animales y plantas, los diferentes trabajos y los hábitos sociales en el País Vasco rural del siglo XIXV.